# For Brass
for Brass (le f minuscule est délibéré) est une œuvre musicale de La Monte Young composée en 1957 pour un octuor de cuivres et considérée comme précurseur de la musique minimaliste.

## Historique
Cette pièce à mouvement unique est écrite pour un octuor de cuivres composé des paires de cors, de trompettes, de trombones, et de tubas. Elle constitue la première œuvre de Young utilisant la technique de notes tenues de manière voulue.